# Elmira (New York)
Elmira è un comune (city) degli Stati Uniti d'America e capoluogo della contea di Chemung nello Stato di New York. È la principale città dell'area statistica metropolitana di Elmira, che include tutta la contea di Chemung. La popolazione era di 29 000 persone al censimento del 2010.
Elmira si trova nella parte centro-meridionale della contea, circondata dalla Town di Elmira. Si trova nel Southern Tier di New York, a breve distanza a nord dal confine con la Pennsylvania.

## Geografia fisica
Elmira è situata a 42°05′23″N 76°48′34″W (42.089874, −76.809559).
Secondo lo United States Census Bureau, ha un'area totale di 7,58 mi² (19,63 km²).

## Società

### Evoluzione demografica
Secondo il censimento del 2000, c'erano 30 940 persone.

### Etnie e minoranze straniere
Secondo il censimento del 2010, la composizione etnica della città era formata dall'82,03% di bianchi, il 13,05% di afroamericani, lo 0,39% di nativi americani, lo 0,49% di asiatici, lo 0,03% di oceanici, l'1,37% di altre etnie, e il 2,64% di due o più etnie. Ispanici o latinos di altre etnie il 3,14% della popolazione.

## Curiosità

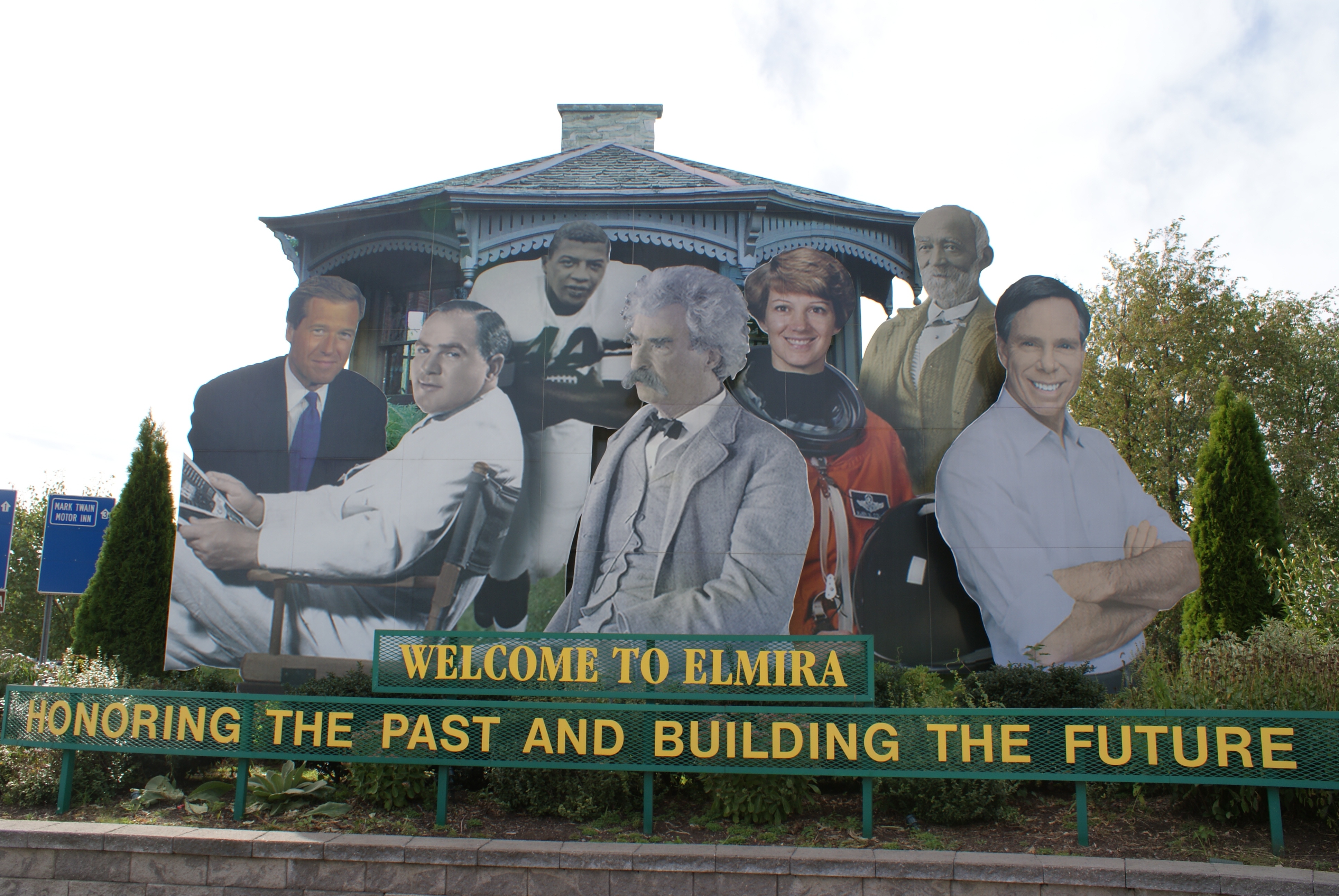
Il cartellone di benvenuto della città di Elmira

Elmira è stata frequentata da diversi personaggi famosi, tra cui Mark Twain e Tommy Hilfiger. Per questo motivo dal 2003 è stato eretto un cartellone contenente lo slogan della città: "Honoring the Past, Building the Future" (letteralmente "onorando il passato, costruendo il futuro").
In particolare Mark Twain visse l'ultima parte del XIX secolo a Elmira nello stato di New York, dove conobbe la moglie e aveva molti ricordi.
Altri personaggi degni di nota sono Brian Williams, Hal Roach, Ernie Davis, Eileen Collins e John Jones.